# 김대은
김대은(金大恩, 1984년 9월 17일 ~ )은 대한민국의 체조 선수이다. 전라남도 영광 출신으로 1994년 영광중앙초등학교 3학년 시절 선생님의 권유를 받던 차에 “체조가 멋있어 보여서” 제 발로 찾아가 체조에 입문한 그는 영광중학교, 영광고등학교를 지나 한국체육대학교를 졸업하고 경력 7년 만인 2001년 국가대표선수가 되었다. 양태영과 더불어 마루운동-안마-링-도마-평행봉-철봉 등 6종목을 모두 소화할 수 있는 유일한 선수이다. 2004년 하계 올림픽 체조 남자 개인종합에서 은메달을 땄으며 이후 왼쪽 발꿈치 부상 등으로 이렇다할 성적을 남기지 못한 그는 2006년 아시안 게임 단체전 예선 도중 양태영이 왼쪽 무릎을 다치면서 대신 출전한 평행봉에서 금메달을 획득하였다. 현재는 전라남도청소속으로 활동 중이다.

## 수상 경력
- 2003년 하계 유니버시아드 단체1위, 마루5위
- 2004년 하계 올림픽 체조 남자 개인종합 은메달
- 2005년 동아시아 경기대회 체조 남자 평행봉 금메달
- 2006년 아시안 게임 체조 남자 개인전 평행봉 금메달
- 2007년 제40회 세계 기계체조선수권 평행봉 우승